# Piazza Cavour (Nápoly)
A Piazza Cavour egy nápolyi tér. Korábban Largo delle Pigne néven volt ismert. Virágágyások díszítik melyek közepén Mazzinni, Imbriani és Semmola mellszobrai láthatók. Az egykori San Gennaro kapu zárja a teret. 1450-ben építették át, amikor a városfalakat áthelyezték. A teret egy szökőkút díszíti.